# Massacro di Aranthalawa
Il massacro di Aranthalawa è avvenuto durante la guerra civile dello Sri Lanka nel 1987. Nel massacro, 33 monaci buddisti, la maggior parte dei quali novizi, e quattro civili furono uccisi dai quadri delle Tigri Tamil (in inglese LTTE), il 2 giugno 1987, vicino al villaggio di Aranthalawa, nel distretto di Ampara, nello Sri Lanka orientale. Il massacro è considerato l'atrocità più nota e devastante commessa dall'organizzazione ribelle durante la guerra civile, e ancora oggi viene commemorata.

## L'avvenimento
Il massacro di Aranthalawa avvenne il 2 giugno 1987, quando un autobus su cui viaggiavano monaci buddisti ed alcuni civili disarmati, cadde in un'imboscata tesa da 20 uomini dell'LTTE vicino al villaggio di Nuweragalathanne. I guerriglieri quindi ordinarono al conducente, che stava trasportando i monaci in pellegrinaggio dal proprio tempio a Mahavapi verso il tempio di Kelaniya Raja Maha Vihara, di dirigersi verso la giungla di Aranthalawa. Dopo che l'autobus si fermò, i guerriglieri hanno iniziato il massacro, attaccando i monaci con armi da fuoco e spade, arrivando a sparare ad alcuni di loro con mitragliatrici.
Fra i morti vi furono 30 giovani novizi ed il loro mentore, l'abate superiore del tempio Vidyananda Maha Pirivena, Hegoda Sri Indrasara Thera. Anche altri quattro civili che stavano viaggiando insieme ai monaci furono uccisi.
Tre monaci che riuscirono a fuggire al massacro subirono lesioni così gravi da dover essere costretti a richiedere assistenza medica anche oggi. Un altro monaco è stato reso permanentemente invalido.

## Motivi
Questo ed altri attacchi simili condotti contro i civili singalesi furono portati avanti dalle Tigri per antagonizzare la popolazione singalese contro la popolazione tamil, creando dunque un clima di odio e rivalità fra i due gruppi etnici principali dello Sri Lanka. Le Tigri speravano che tale animosità tra le due etnie si sarebbe tradotta in attacchi da parte singalese contro civili tamil, che in questo modo avrebbero aumentato il proprio supporto ed il finanziamento per le proprie campagne violente.

## Le reazioni
I monaci Theravāda sono incapaci di difendersi. Nuocere ad un monaco è considerato una delle più gravi offese nel buddismo Theravāda ed anche fra gli indù. Per questo motivo il massacro è considerato uno degli attacchi più brutali commessi durante il conflitto.
Ogni anno, il massacro è commemorato con una serie di programmi speciali. Nel 2007, nell'anniversario dei 20 anni dall'evento, per quattro giorni vennero tenute delle commemorazioni a Colombo e Ampara. La cerimonia più importante si è svolta nella capitale, alla presenza del presidente singalese Mahinda Rajapaksa e del Mahanayaka Thera di tutti i capitoli monastici. Un'ulteriore veglia di preghiera durata tutta la notte fu tenuta la stessa notte, e successivamente fu offerta un'importante Dāna a 200 monaci. Fu inoltre organizzata una mostra fotografica che espose più di 300 fotografie ritraenti gli attacchi delle Tigri Tamil a siti buddisti ed altri atti di distruzione da esse organizzati.

## Attacchi simili
Durante il corso del conflitto, le Tigri hanno portato avanti numerosi attacchi a siti buddisti, per le stesse motivazioni del massacro. Tra questi:
- L'attacco al fico sacro Jaya Sri Maha Bodhi, dove furono uccisi circa 146 pellegrini.
- L'omicidio del un sommo sacerdote Kithalagama Sri Seelalankara Thera del famoso monastero di Dimbulagala Raja Maha Vihara, ucciso a causa dell'attività di supporto morale che elargiva alle persone che abitavano sui confini dei territori controllati dalle Tigri, e le esortazioni a combattere le intrusioni nei loro villaggi. Questo omicidio avvenne otto anni dopo il massacro di Aranthalawa
- Un attacco suicida al Tempio del Dente, un santuario buddista consacrato, dove è conservata come reliquia un dente di Buddha. L'attacco uccise 17 fedeli e danneggiò gravemente il tempio.
- Un attacco suicida al tempio buddista di Batticaloa, avvenuto durante le celebrazioni del Vesak, che uccise 23 persone fra cui molti bambini